# New York ne répond plus
Pour plus de détails, voir Fiche technique et Distribution.
New York ne répond plus est un film américain de science-fiction post-apocalyptique réalisé par Robert Clouse, sorti en 1975.  Le film annonce la série de films post-apocalyptiques des années 1980 comme New York 1997 de John Carpenter ou Mad Max 2 de George Miller.

## Synopsis
Dans le futur, en 2012, un cataclysme inconnu a plongé le monde dans une chaleur accablante où les rares survivants se sont regroupés en petites communautés. La ville de New York n'est plus qu'une métropole fantôme. Les rares survivants vivent en bandes organisées dans des quartiers isolés et fortifiés et tentent désespérément de trouver de la nourriture. La communauté du Baron (Max von Sydow) est harcelée par la meute du redoutable Rouquin (William Smith). Devant la menace, sans cesse grandissante, le Baron décide de faire appel à un étranger, Carson (Yul Brynner), un mercenaire impitoyable armé d'un couteau. L'affrontement entre l'homme de main et le Rouquin devient peu à peu inévitable.

## Fiche technique
- Titre original : The Ultimate Warrior
- Titre français : New York ne répond plus
- Réalisation  : Robert Clouse
- Scénario : Robert Clouse, d'après un scénario original de : Bruce Lee
- Musique : Gil Mellé
- Photographie : Gerald Hirschfeld
- Montage : Michael Kahn
- Décors : William F. Calvert
- Costume : Ann McCarthy
- Production : Paul M. Heller & Fred Weintraub
- Société de production et de distribution : Warner Bros.
- Budget : 800 000 $
- Pays de production :  États-Unis
- Langue : Anglais
- Format : Couleur - Mono – 35 mm - 1.85:1
- Genre : Science-fiction post-apocalyptique, action
- Durée : 94 minutes
- Date de sortie :
  - États-Unis : 25 novembre 1975
  - France : 7 janvier 1976

## Distribution
- Yul Brynner (VF : Georges Aminel) : Carson
- Max von Sydow (VF : François Chaumette) : le « Baron »
- Joanna Miles (VF : Julia Dancourt) : Melinda
- William Smith (VF : Claude Bertrand) : le « Rouquin »
- Richard Kelton (VF : Claude Giraud) : Cal
- Stephen McHattie (VF : François Leccia) : Robert
- Darrell Zwerling (VF : Yves Barsacq) : Dylan
- Lane Bradbury : Barrie
- Nate Esformes : Garon
- Mel Novak (VF : Jacques Richard) : Lippert
- Regis Parton (VF : Georges Riquier) : le garde du corps du « Baron »
- Henry Kingi : un homme du « Rouquin »

## Sortie
Le film sort en France en 1976. Cette même année, Yul Brynner fait ses adieux au cinéma (ses derniers rôles seront celui d'un tueur froid dans L'Ombre d'un tueur d'Antonio Margheriti, et un minuscule caméo pour la suite de Mondwest : Les Rescapés du futur). Le film fut interdit aux moins de 18 ans lors de sa sortie. Son accroche publicitaire était « Un film du futur ». Doté d'un faible budget, le film s'apparente à une série B.[réf. nécessaire]

Selon Robin Wood dans son ouvrage : Hollywood from Vietnam to Reagan

« L’état de décrépitude de la société, dans les films post-apocalyptiques des années 1970, illustre de manière frappante le constat d’échec de la contre-culture hippie de la fin des années 1960. Il est possible de voir dans la communauté du Baron les restes misérables des utopies hippies. »

## Video
The Ultimate warrior est édité une première fois par Warner Home Video, à la fin des années 1980, dans une copie VHS pan and scan. En 2008, le film sort en DVD zone 1 double programme avec Battle Beneath the Earth de Montgomery Tully. Enfin en 2010, l'éditeur aquarelle sort le film en zone 2 en langue française et au format respecté (1.85:1).

## Casting
C'est Gordon Liu (la star du film La 36e chambre de Shaolin) qui devait jouer le rôle principal du film. Les producteurs feront marche arrière et choisiront Yul Brynner, vedette plus connue sur le marché international.[réf. nécessaire]
Au départ, Robert Clouse souhaitait tourner ce film avec Bruce Lee et James Coburn comme acteurs principaux, en 1974. Malheureusement, Bruce Lee décédera en Juillet 1973, et James Coburn se retirera du projet par la suite.   